# Cape Darnley
Cape Darnley är en udde i Sydgeorgien och Sydsandwichöarna (Storbritannien). Den ligger i den nordvästra delen av Sydgeorgien och Sydsandwichöarna.
Terrängen inåt land är varierad. Havet är nära Cape Darnley åt sydväst.  Det finns inga samhällen i närheten. 